# Българско училище „Хан Аспарух“ (Сан Хосе)
Българското училище „Хан Аспарух“ е училище на българската общност в град Сан Хосе, щата Калифорния, САЩ. То разполага с два филиала – в градовете Сънивейл и Конкорд. Създадено е през 2012 г. Училището представлява български културно-образователен център, чиято основна цел е да съхранява и разпространява българския език, култура и традиции основно в Северна Калифорния. Партнира си с Асоциацията на българските училище в Америка (АБСА) и организира изпити за издаване на печат за двуезичност.

## История
Училището е открито на 12 април 2012 г. Негова основателка е Екатерина Борисова.

## Ученици
Брой на учениците през учебните години:
- 55 – учебна 2013/2014 г.[5]